# ガブルエル・トレドッツィ
ガブルエル・トレドッツィ（Gabriele Tredozi, 1957年9月9日 - ）は、イタリア・ブリシゲッラ出身の、カーデザイナー、エンジニアである。F1チームのミナルディ、スクーデリア・トロ・ロッソのテクニカルディレクター（技術監督）として、技術部門を長きに渡って統括した。

## 経歴
子供の頃から車が好きで、それが高じてF1レースに関わることを夢見るようになった。
この情熱を持ち続けたトレドッツィは、工科で有名なボローニャ大学に進学し、同大学で機械工学を専攻した。
大学在学中に、F1のミナルディチームがエンジニアを探しているということを耳にし、たまたま近所だったこともあり、故郷ブリッジゲッラに行く道すがら、ミナルディのファクトリーがあるファエンツァまで面接を受けに行った。結果、即採用となり、1988年にアシスタント・エンジニアとして働き始め、この年、エイドリアン・カンポス、次いでピエルルイジ・マルティニを担当した。マルティニとの関係は長く続くこととなり、1989年から1991年にかけても担当し、マルティニがスクーデリア・イタリアに行っていた期間を挟み、1993年途中から1995年にも再び担当したことで、足掛け7シーズンを共にした。
マルティニが不在だった期間、1992年にクリスチャン・フィッティパルディ、1993年にはファブリッツォ・バルバッツァを担当し、マルティニ引退後の1995年途中からはペドロ・ラミーを担当した。
1995年末にアルド・コスタが離脱したことに伴い、テクニカルディレクターの職を引き継ぎ、技術部門のトップに立った。
設計と開発の両部門の責任者となり、現場の指揮も受け持ち、1998年にグスタフ・ブルナーが加入し、1999年にテクニカルディレクターの職を委譲して後も、ブルナーを設計に専念させるため、これらの業務を引き続き受け持った。
2001年半ばにブルナーがトヨタに引き抜かれて去ったため、トレドッツィは再びミナルディのテクニカルディレクターの職に就き、他の技術スタッフ同様、日々の設計作業などにも携わっている。
ミナルディがレッドブルに買収されて後は、2006年に改組されて誕生したスクーデリア・トロ・ロッソで、引き続きテクニカルディレクターの職にあったが、同チームの人事異動により同年半ばにその座をアレックス・ヒッチンガーに譲った。
近年はリタイヤ生活を送っている。